# Tông Trâu bò
Tông Trâu bò (danh pháp khoa học: Bovini) là một tập hợp các loài động vật ăn cỏ to lớn nhất trong phân họ Bovinae cũng như trong Họ Trâu bò (Bovidae). Những loài này gồm các loài bò, bò rừng bison, trâu, sao la. Ngoài kích thước to lớn, chúng còn có thể phân biệt với các loài khác trong phân họ trâu bò và họ trâu bò bằng các chân ngắn, mập và cặp sừng nhẵn có ở cả hai giới.
Trâu bò và con người có mối quan hệ lịch sử lâu đời và phức tạp. Năm trong số bảy loài đã được thuần hóa thành công, với một loài (bò nhà) là thành viên thành công nhất trong dòng dõi này. Quá trình thuần hóa diễn ra ngay sau kỷ băng hà gần đây, và hiện nay có ít nhất khoảng 1,4 tỉ con bò nhà trên toàn thế giới. Trâu bò thuần hóa được chọn lọc để lấy thịt, sữa, da và sức kéo. Tuy nhiên, nhiều loài trâu bò hoang dã bị đe dọa tuyệt chủng do mất môi trường sống cũng như do săn bắn không bị điều chỉnh và kiểm soát. Một số loài đã tuyệt chủng, như bò rừng châu Âu, 2 phân loài của bò bison châu Âu và có lẽ cả bò xám.

## Phân loại
- Họ Bovidae
  - Phân họ Bovinae
    - Tông Bovini
      - Chi Bubalus
        - Trâu nước, Bubalus bubalis. Gồm hai phân loài là trâu sông và trâu đầm lầy (B. arnee carabanesis)
        - Trâu rừng nhỏ, Bubalus depressicornis
        - Trâu núi, Bubalus quarlesi
        - Trâu rừng Philippines, Bubalus mindorensis

      - Chi Bos
        - Bò rừng châu Âu, Bos primigenius (tuyệt chủng)
        - Bò banteng, Bos javanicus
        - Bò tót, Bos gaurus
        - Gayal, Bos frontalis (bò tót nhà)
        - Bò Tây Tạng (Yak), Bos mutus
        - Bò nhà, Bos taurus (gồm cả phân loài Bos primigenius)
        - Bò Zebu, Bos indicus
        - Bò xám, Bos sauveli

      - Chi Pseudoryx
        - Sao la, Pseudoryx nghetinhensis

      - Chi Syncerus
        - Trâu rừng châu Phi, Syncerus caffer

      - Chi Bison: Có thể gộp trong chi Bos.
        - Bò rừng bizon Bắc Mỹ, Bison bison
        - Bò rừng bizon châu Âu, Bison bonasus
        - Bò xạ đồng bằng, Bison priscus (tuyệt chủng)
        - Bison antiquus, Bison antiquus (tuyệt chủng)
        - Bison latifrons, Bison latifrons (tuyệt chủng)
        - Bison occidentalis, Bison occidentalis (tuyệt chủng)